# St. Johannes der Täufer (Emetzheim)

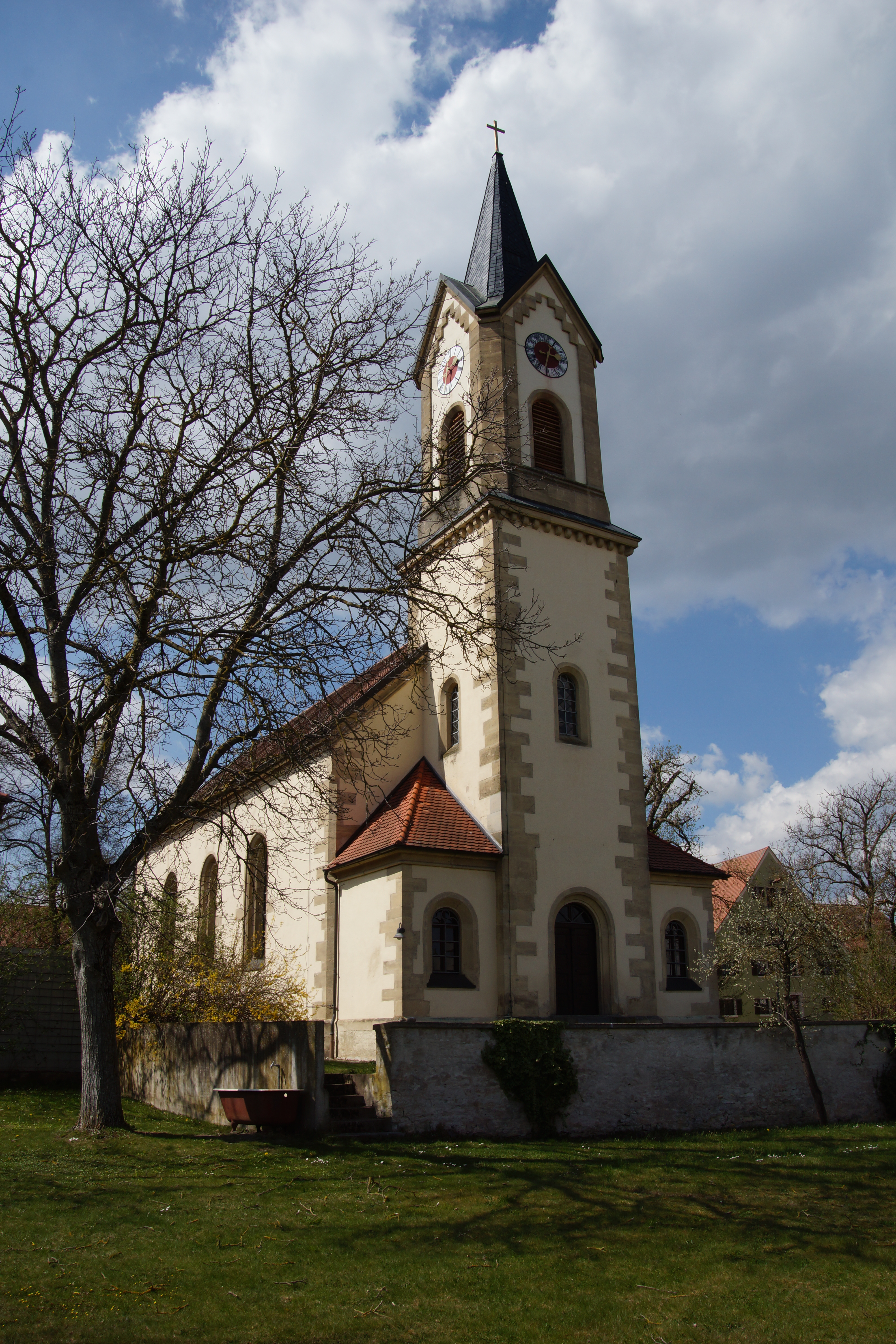
St. Johannes der Täufer, aufgenommen 2020.

Die evangelische Pfarrkirche St. Johannes der Täufer ist ein denkmalgeschütztes Kirchengebäude in Emetzheim, einem Gemeindeteil der bayerischen Großen Kreisstadt Weißenburg in Bayern im mittelfränkischen Landkreis Weißenburg-Gunzenhausen. Das Bauwerk ist unter der Denkmalnummer D-5-77-177-498 als Baudenkmal in der Bayerischen Denkmalliste eingetragen. Die untertägigen Bestandteile der Kirche sind zusätzlich als Bodendenkmal (Nummer: D-5-6931-0421) eingetragen. Die Kirchengemeinde gehört mit der von Holzingen zum Dekanat Weißenburg in Bayern im Kirchenkreis Nürnberg der Evangelisch-Lutherischen Kirche in Bayern. Das Kirchenpatrozinium ist der hl. Johannes der Täufer.

## Geographische Lage
Die Kirche mit der postalischen Adresse Hainstraße 1a liegt im nördlichen Ortskern Emetzheims umgeben von weiteren denkmalgeschützte Bauwerken und unweit des ehemaligen Burgstalls Emetzheim auf einer Höhe von 428 m ü. NHN.

## Beschreibung

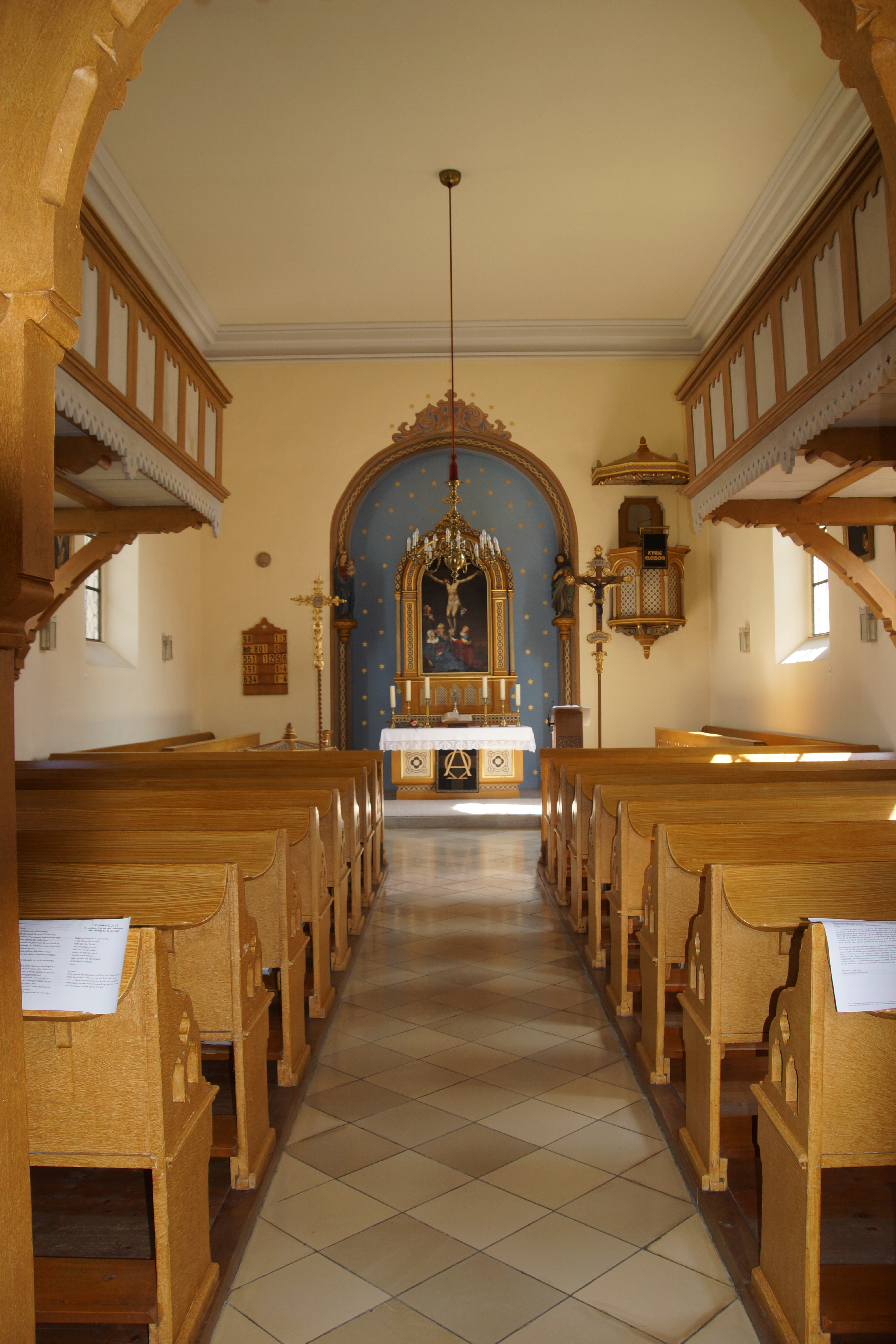
Langhaus

Die neuromanische Saalkirche wurde 1853 an Stelle eines älteren Vorgängerbaus errichtet. Der quadratische Chorturm, der von eingeschossigen Anbauten flankiert wird, steht im Osten des Langhauses. Sein oberstes Geschoss, dessen Ecken abgeschrägt sind, und mit Zwerchhäusern endet, beherbergt die Turmuhr und den Glockenstuhl, in dem vier Kirchenglocken hängen. Darauf sitzt ein schiefergedeckter spitzer Helm.
Aus dem Vorgängerbau wurden die hölzernen Statuen eines Marienbildnises und des Johannes des Täufers übernommen. Die Orgel mit neun Registern, verteilt auf Manual und Pedal, wurde 1855 von G. F. Steinmeyer & Co. errichtet.